# Paranactinia pilula
Paranactinia pilula är en korallart som först beskrevs av McMurrich 1910.  Paranactinia pilula ingår i släktet Paranactinia och familjen Arachnactidae. Inga underarter finns listade i Catalogue of Life.